# Коровник

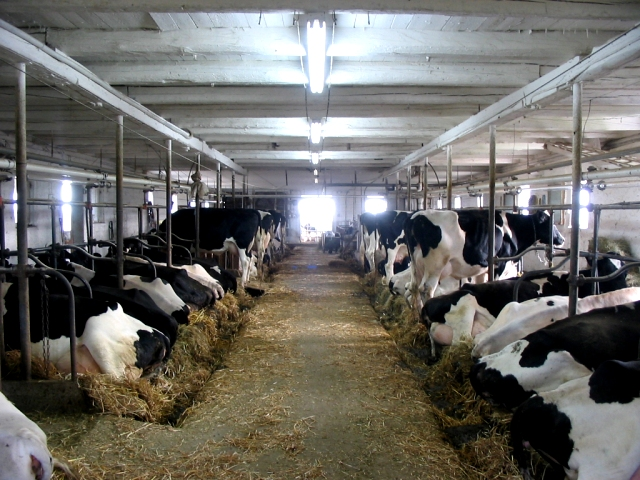
Современный коровник

Коро́вник — помещение для содержания коров, вариант хлева, имеет стойла с кормушками и привязями, навозный канал, окно для удаления навоза. В современных коровниках труд сельскохозяйственных работников, в основном, механизирован. Современной промышленностью освоено производство аппаратов машинного доения, измельчителей кормов, разного рода кормодробилок, корнерезок, соломосилосорезок, а также навозных транспортёров.

## Эксплуатация
В зимний период коровы содержатся в коровнике круглые сутки, а с появлением свежей травы некоторые сельхозпредприятия переводят животных на безстойловое содержание, то есть перегоняют в загоны на пастбищах.